# Balcones Heights
Balcones Heights es una ciudad ubicada en el condado de Béxar en el estado estadounidense de Texas. En el Censo de 2010 tenía una población de 2.941 habitantes y una densidad poblacional de 1.796,72 personas por km².

## Geografía
Balcones Heights se encuentra ubicada en las coordenadas 29°29′24″N 98°32′54″O / 29.49000, -98.54833. Según la Oficina del Censo de los Estados Unidos, Balcones Heights tiene una superficie total de 1.64 km², de la cual 1.64 km² corresponden a tierra firme y (0%) 0 km² es agua.

## Demografía
Según el censo de 2010, había 2.941 personas residiendo en Balcones Heights. La densidad de población era de 1.796,72 hab./km². De los 2.941 habitantes, Balcones Heights estaba compuesto por el 73.27% blancos, el 7.14% eran afroamericanos, el 1.43% eran amerindios, el 0.95% eran asiáticos, el 0.03% eran isleños del Pacífico, el 13.94% eran de otras razas y el 3.23% pertenecían a dos o más razas. Del total de la población el 74.46% eran hispanos o latinos de cualquier raza.

## Educación
La mayoría de la ciudad es ubicada en el Distrito Escolar Independiente de San Antonio (SAISD). La mayoría de los residentes del parte SAISD está ubicada en la zona de asistencia de Baskin Academy, con una parte pequeña en la zona de la Escuela Primaria Maverick. La Escuela Secundaria Longfellow, y la Escuela Preparatoria Jefferson brindan servicio a todas partes de la zona SAISD.
El Distrito Escolar Independiente North East (NEISD) sirve a una parte pequeña de Balcones Heights. Las escuelas de esta parte son la Escuela Primaria Dellview, la Escuela Secundaria Jackson, y la Escuela Preparatoria Lee.